# 格蘭德港鎮區 (密歇根州)
格蘭德港特設鎮區（英語：Grand Haven Charter Township）是位於美國密歇根州渥太華縣的一個特設鎮區。

## 地方資料
格蘭德港特設鎮區的面積為92.40平方千米，當中陸地面積為74.20平方千米，而水域面積為18.20平方千米。根據2020年美國人口普查的數據，當地共有人口18004人，而人口密度為每平方千米194.85人。